# Tour de France 1955
Il Tour de France 1955, quarantaduesima edizione della Grande Boucle, si svolse in ventidue tappe tra il 7 e il 30 luglio 1955, per un percorso totale di 4 476,1 km.
Fu vinto per la terza volta consecutiva dal francese Louison Bobet (al quarto e ultimo podio nella corsa a tappe francese, dopo il terzo posto nell'edizione del 1950). Bobet terminò le proprie fatiche sulle strade del Tour con il tempo di 130h29'26". Al secondo posto della classifica generale si piazzò il belga Jean Brankart (sul podio di Parigi per la prima e ultima volta in carriera), mentre il lussemburghese Charly Gaul (al primo podio al Tour de France) si classificò al terzo posto.
All'epoca, Bobet diventò il ciclista più titolato al Tour, potendo fregiarsi di tre maglie gialle portate a Parigi, insieme al belga Philippe Thys (vincente nel 1913, 1914 e 1920). Bobet diventò peraltro il primo ciclista a imporsi per tre anni di fila nella Grande Boucle.
In questa annata il francese Raphael Gemignani stabilì il record di regolarità consistente nel piazzarsi nella top ten della classifica generale delle tre grandi corse a tappe in un anno solare.
Questo record verrà eguagliato dal solo Gastone Nencini nell'annata 1957.

## Tappe
| Tappa  | Data      | Percorso                                  | km    | Vincitore di tappa  | Leader cl. generale |
| ------ | --------- | ----------------------------------------- | ----- | ------------------- | ------------------- |
| 1ª-1ª  | 7 luglio  | Le Havre > Dieppe                         | 216   | Miguel Poblet       | Miguel Poblet       |
| 1ª-2ª  | 7 luglio  | Dieppe > Dieppe (cron. a squadre)         | 13    | Paesi Bassi         | Miguel Poblet       |
| 2ª     | 8 luglio  | Dieppe > Roubaix                          | 204   | Antonin Rolland     | Wout Wagtmans       |
| 3ª     | 9 luglio  | Roubaix > Namur (BEL)                     | 210   | Louison Bobet       | Wout Wagtmans       |
| 4ª     | 10 luglio | Namur (BEL) > Metz                        | 225   | Willy Kemp          | Antonin Rolland     |
| 5ª     | 11 luglio | Metz > Colmar                             | 229   | Roger Hassenforder  | Antonin Rolland     |
| 6ª     | 12 luglio | Colmar > Zurigo (CHE)                     | 195   | André Darrigade     | Antonin Rolland     |
| 7ª     | 13 luglio | Zurigo (CHE) > Thonon-les-Bains           | 267   | Jos Hinsen          | Wim van Est         |
| 8ª     | 14 luglio | Thonon-les-Bains > Briançon               | 253   | Charly Gaul         | Antonin Rolland     |
| 9ª     | 15 luglio | Briançon > Monaco                         | 275   | Raphaël Géminiani   | Antonin Rolland     |
|        | 16 luglio | giorno di riposo                          |       |                     |                     |
| 10ª    | 17 luglio | Monaco > Marsiglia                        | 240   | Lucien Lazaridès    | Antonin Rolland     |
| 11ª    | 18 luglio | Marsiglia > Avignone                      | 198   | Louison Bobet       | Antonin Rolland     |
| 12ª    | 19 luglio | Avignone > Millau                         | 240   | Alessandro Fantini  | Antonin Rolland     |
| 13ª    | 20 luglio | Millau > Albi                             | 205   | Daan de Groot       | Antonin Rolland     |
| 14ª    | 21 luglio | Albi > Narbonne                           | 156   | Louis Caput         | Antonin Rolland     |
| 15ª    | 22 luglio | Narbonne > Ax-les-Thermes                 | 151   | Luciano Pezzi       | Antonin Rolland     |
|        | 23 luglio | giorno di riposo                          |       |                     |                     |
| 16ª    | 24 luglio | Ax-les-Thermes > Tolosa                   | 123   | Rik Van Steenbergen | Antonin Rolland     |
| 17ª    | 25 luglio | Tolosa > Saint-Gaudens                    | 249   | Charly Gaul         | Louison Bobet       |
| 18ª    | 26 luglio | Saint-Gaudens > Pau                       | 206   | Jean Brankart       | Louison Bobet       |
| 19ª    | 27 luglio | Pau > Bordeaux                            | 195   | Wout Wagtmans       | Louison Bobet       |
| 20ª    | 28 luglio | Bordeaux > Poitiers                       | 243   | Jean Forestier      | Louison Bobet       |
| 21ª    | 29 luglio | Châtellerault > Tours (cron. individuale) | 69    | Jean Brankart       | Louison Bobet       |
| 22ª    | 30 luglio | Tours > Parigi                            | 229   | Miguel Poblet       | Louison Bobet       |
| Totale | Totale    | Totale                                    | 4 495 |                     |                     |

## Squadre e corridori partecipanti
| N.    | Cod. | Squadra           |
| ----- | ---- | ----------------- |
| 1-10  | FRA  | Francia           |
| 11-20 | BEL  | Belgio            |
| 21-30 | ESP  | Spagna            |
| 31-40 | GBR  | Gran Bretagna     |
| 41-50 | NLD  | Paesi Bassi       |
| 51-60 | ITA  | Italia            |
| 61-70 | LMX  | Lussemburgo/Mista |

| N.      | Cod. | Squadra         |
| ------- | ---- | --------------- |
| 71-80   | CHE  | Svizzera        |
| 81-90   | IDF  | Île-de-France   |
| 91-100  | NEC  | Nord Est-Centro |
| 101-110 | OVE  | Ovest           |
| 111-120 | SES  | Sud-Est         |
| 121-130 | SOV  | Sud-Ovest       |

## Resoconto degli eventi
Al Tour de France 1955 parteciparono 130 corridori in rappresentanza di tredici formazioni, otto nazionali e cinque regionali; dei partenti, 69 giunsero al traguardo finale di Parigi.
Sulle ventitré frazioni previste, Louison Bobet fu leader della classifica al termine delle ultime sei prove. Furono quattro i corridori che si aggiudicarono il maggior numero di frazioni (due ciascuno): Miguel Poblet, Louison Bobet, Charly Gaul e Jean Brankart.
Questa edizione del Tour de France divenne famosa anche per il primo caso di doping accertato nella corsa. Nel corso dell'undicesima tappa, che da Marsiglia portava ad Avignone, si stava affrontando il Mont Ventoux. Lo scalatore francese Jean Malléjac andò in crisi: fu posto su un lato della strada e, soccorso con ossigeno e anticoagulanti che gli permisero di riprendersi dopo un quarto d'ora di completa incoscienza, venne poi trasportato all'Ospedale di Avignone, dove si riprese del tutto ma venne scoperto dalle analisi del caso sul corpo del ciclista francese un uso massiccio di anfetamine. Malléjac sostenne di essere stato costretto a drogarsi e nell'immediato aveva detto di essere anche pronto a denunciare coloro che lo avevano costretto a doparsi per tentato omicidio, ma la cosa non accadde mai.

## Classifiche finali

### Classifica generale - Maglia gialla
| Pos. | Corridore         | Squadra     | Tempo      |
| ---- | ----------------- | ----------- | ---------- |
| 1    | Louison Bobet     | Francia     | 130h29'26" |
| 2    | Jean Brankart     | Belgio      | a 4'53"    |
| 3    | Charly Gaul       | Lussemburgo | a 11'30"   |
| 4    | Pasquale Fornara  | Italia      | a 12'44"   |
| 5    | Antonin Rolland   | Francia     | a 13'18"   |
| 6    | Raphaël Géminiani | Francia     | a 15'01"   |
| 7    | Giancarlo Astrua  | Italia      | a 18'13"   |
| 8    | Stan Ockers       | Belgio      | a 27'13"   |
| 9    | Alex Close        | Belgio      | a 31'10"   |
| 6    | François Mahé     | Francia     | a 36'27"   |

### Classifica a punti - Maglia verde
| Pos. | Corridore      | Squadra     | Punti |
| ---- | -------------- | ----------- | ----- |
| 1    | Stan Ockers    | Belgio      | 322   |
| 2    | Wout Wagtmans  | Paesi Bassi | 399   |
| 3    | Miguel Poblet  | Spagna      | 409   |
| 4    | Wim van Est    | Paesi Bassi | 415   |
| 5    | Gilbert Bauvin | NE-Centro   | 483   |

### Classifica scalatori
| Pos. | Corridore        | Squadra     | Punti |
| ---- | ---------------- | ----------- | ----- |
| 1    | Charly Gaul      | Lussemburgo | 84    |
| 2    | Louison Bobet    | Francia     | 70    |
| 3    | Jean Brankart    | Belgio      | 44    |
| 4    | Antonio Gelabert | Spagna      | 31    |
| 5    | Giancarlo Astrua | Italia      | 30    |

### Classifica a squadre
| Pos. | Squadra         | Tempo      |
| ---- | --------------- | ---------- |
| 1    | Francia         | 389h10'14" |
| 2    | Italia          | a 47'33"   |
| 3    | Belgio          | a 1h54'07" |
| 4    | Paesi Bassi     | a 3h11'42" |
| 5    | Nord Est-Centro | a 3h46'48" |